# Operación Impacto Profundo
Operación Impacto Profundo es el 12.º episodio de la primera temporada de los Thunderbirds, serie de televisión de Gerry Anderson para Supermarionation fue el 8.º episodio producido. El episodio salió al aire primero en ATV Midlands el 16 de diciembre de 1965. Fue escrito por Martin Crump y dirigido por Desmond Saunders.

## Sinopsis
La aeronave Fireflash está desapareciendo misteriosamente. El Rescate internacional debe darse prisa para salvar a una tripulación atrapada después de su choque y hundimiento en el océano y atrapados en el lecho marino. ¿El Thunderbird 2 volara junto a otro Fireflash, los hermanos Tracy descubrirán una falla técnica u otro sabotaje?

## Argumento
En la torre de control del Aeropuerto de Londres el teniente da la orden de despegue al Fireflash 3 con destino a San Francisco, pero pide a la tripulación informar su posición al cruzar la costa. El comandante Norman observa como el avión cruza la barrera del sonido. Poco después cruza la costa, pero el Fireflash 3 empieza a agitarse alarmantemente. El controlador de la torre de control recibe un mensaje de mayday que explica que el avión está perdiendo altura y dando la posición antes de que pierdan comunicación.
El teniente hace sonar la alarma de la emergencia. Norman comienza la "Operación Mar-halcón", lanzando aviones de Rescate Aéreo y desviando todos los barcos en el área para una búsqueda. Sin embargo, nada se encuentra, y Norman se ve obligado a cancelar la operación.
Una reunión se celebra entre el ministro Internacional del Aire, Norman, el teniente y Patterson, un ingeniero. El Ministro le dice Norman que cancele todos los vuelos del Fireflash hasta que Patterson repita sus extensas pruebas. Los periódicos narran la historia.
Los miembros de Rescate Internacional observan un informe del desastre en la televisión. Tin-Tin está escéptica acerca de que los saboteadores pudieran estar involucrados de nuevo con las demasiadas precauciones se toma ahora. Jeff quiere mirar las pruebas muy estrechamente y le dice a Alan en el Thunderbird 5 que supervise cualquier transmisión relacionada. Alan informa que Fireflash 3 estaba 50 millas fuera de su posición informada en el momento de su desaparición. Jeff también les dice a los otros muchachos que estén en el estado de espera.
Patterson está probando un Fireflash para descartar problemas. Él ha eliminado la fatiga metálica y ha estado probando radiación, que resulta también estar bien. Norman informa a una nueva tripulación de la prueba en la cual volarán otro Fireflash a lo largo de la misma ruta.
En la Isla Tracy, los muchachos miran un reportero de televisión diciendo que los vuelos de Fireflash regresarán la próxima semana. Gracias a la ayuda de Rescate Internacional, una banda criminal ha sido desenmascarada. De repente la televisión se apaga. La abuela les dice que un fusible se ha fundido y ahora Gordon es el experto, ¡él tendrá que arreglarlo!
Hay otro corte de corriente de la radio de repente y el Fireflash empieza a descender. Afortunadamente, la red de comunicaciones de Rescate Internacional todavía es operacional. Scott informa que los mandos no responden. Londres sugiere que él y Hansen salten fuera pero Virgil tiene un plan.
El Thunderbird 4 se pone en posición y empieza a cortar los motores. Una vez que el motor de estribor esta en el suelo, el Fireflash empieza a subir hasta que se nivela fuera en la superficie. Los mandos están ahora incendiándose. El Thunderbird 4 sale a la superficie y Gordon empieza a cortar la ventana. Los esfuerzos del copiloto por controlar el fuego con un extintor fallan. Una cápsula se baja del Thunderbird 2. Gordon abre la ventana y les dice a los pilotos que suban en él cuando llegue. Sin otra palabra él regresa al Thunderbird 4. Los pilotos suben en la cápsula y Virgil la sube a bordo. Los Thunderbirds 2 y 4 rápidamente salen del área cuando una explosión destruye el Fireflash completamente.
Cuando el Fireflash despega, Norman le dice al Teniente que mantenga contacto constante. Alan supervisa los mensajes y cree que el Fireflash está dando mal su posición de nuevo. El copiloto intenta verificar la posición pero comienza a fallar el poder elevador del avión. La tripulación intenta avisar a Londres pero falla la radio. Así como Norman temió, el mismo problema de nuevo. Un saboteador se lanza en paracaídas del fondo del avión. El Fireflash está cayendo ahora y los controles no responden.
Alan informa esto a la Isla Tracy y agrega que el Fireflash esta 180 millas al Noroeste de dónde dice estar. Jeff llama a Scott, Virgil y Gordon del cuarto de juegos. El Fireflash impacta con el agua, flotando y retardando el hundimiento. Los pilotos no pueden abrir la puerta y el avión se empieza a hundir. El saboteador está en un bote de caucho y lanza una señal luminosa. Un helijet lo recoge.
Jeff envía a Scott en el Thunderbird 1 a examinar el área electromagnéticamente. Virgil, Gordon y Brains lo siguen en el Thunderbird 2 con la Vaina 4 a bordo. Brains piensa que la tripulación todavía está viva, atrapada en el lecho marino. Efectivamente, ellos están allí y han perdido todo el contacto con Londres. Virgil deja caer la vaina y Gordon se lanza en el Thunderbird 4. Scott le da el curso a la posición de la caída y él empieza una búsqueda en el área.
Los pilotos ven el Thunderbird 4 y encienden todas las luces que pueden. Gordon ve el Fireflash. Brains le dice que él tendrá que cortar con el láser los motores para hacerlo flotar. Gordon nada a al parabrisas y usa una computadora portátil para explicar el plan a los pilotos. El piloto está de acuerdo encendiendo una luz.
En otra reunión, Norman, el teniente y Patterson defienden la causa de la caída. El Ministro Internacional del Aire concluye que el problema se ha aislado al sistema hidráulico en el ala de estribor. En la Isla Tracy, Virgil sugiere que el Rescate Internacional debe probar el Fireflash con el Thunderbird 2 volando junto a él. Jeff envía una carta a Londres y Norman está de acuerdo a condición de que Capitán Hansen este a bordo. El vuelo es de máximo secreto, sin otro avión volando cerca.
El Thunderbird 2 se prepara para aterrizar en Londres con Scott, Virgil y Gordon a bordo. Jeff le dice a Alan que supervise el vuelo estrechamente. Scott se une a Hansen en el Fireflash y ambos despegan. Cuando el Fireflash cruza la costa, Scott informa su posición a Alan, pero Alan cree que es incorrecta. Scott ajusta el curso a la dirección de Alan y se notifica a Londres y al Thunderbird 2. Un localizador defectuoso podría explicar muchas cosas.
Con 15 minutos para el impacto, Gordon lanza del Thunderbird 2 un dispositivo de levantamiento. El Thunderbird 2 vuela bajo el Fireflash y Hansen abre la compuerta. Gordon cree haber visto a alguien dentro pero cree que solo fue su imaginación. Un cable es disparado en el ala y Gordon es arrastrado a bordo por medio del cable. Scott dirige a Gordon a la EPU (Unidad de Poder Elevador, por sus siglas en inglés). Quedan solamente tres minutos ahora.
Gordon ve que algunos alambres han sido cortados. El saboteador todavía esta a bordo e intenta dispararle a Gordon. Se inicia un pequeño tiroteo. El saboteador hace una partida rápida, a pesar de las advertencias de Gordon que su paracaídas no abriría a tiempo. Scott exige saber lo que está pasando pero Gordon no tiene tiempo para explicar. Así que como el avión está a punto de caer en el mar, él une los alambres cortados. El Fireflash asciende en el último segundo.

## Reparto

### Reparto de voz regular
- Jeff Tracy — Peter Dyneley
- Scott Tracy — Shane Rimmer
- Virgil Tracy — David Holliday
- Alan Tracy — Matt Zimmerman
- Gordon Tracy — David Graham
- John Tracy — Ray Barrett
- Brains — David Graham
- Tin-Tin Kyrano — Christine Finn
- Abuela Tracy — Christine Finn

### Reparto de voz invitado
- Comandante Norman — Peter Dyneley
- Comandante Burroughs — Ray Barrett
- Piloto del Fireflash 3 — David Graham
- Piloto del Seahawk — Matt Zimmerman
- Reportero de TV - Matt Zimmerman
- Ministro Internacional del Aire — Peter Dyneley
- Patterson — David Graham
- Piloto del Fireflash — David Graham
- Copiloto del Fireflash — Ray Barrett
- Granjero — David Graham
- Teniente — Shane Rimmer
- Capitán Hanson — David Graham
- Saboteador — Ray Barrett
- Reportero — David Holliday

## Equipo principal
Los vehículos y equipos vistos en el episodio son:
- Thunderbird 1
- Thunderbird 2 (llevando la Vaina 4)
- Thunderbird 4
- Thunderbird 5
- Fireflash
- EJ2 Helijet

## Errores
- Mientras Gordon busca el Fireflash en el lecho marino, su pelo constantemente cambia de lado.
- Cuando Gordon regresa al Thunderbird 4 después de notificar a la tripulación de su intención para cortar las turbinas del Fireflash, el diseño del Thunderbird 4 tamaño títere no coincide con el modelo de tamaño normal.
- En las escenas donde se ve el Thunderbird 2 y el Fireflash se nota una diferencia importante entre el Fireflash de este episodio y el de "Atrapado en el Cielo" ya que este modelo es más grande que el del primer capítulo de la serie.